# 伊克里亚诺耶区
伊克里亚诺耶区（俄语：Икрянинский район）是俄罗斯联邦阿斯特拉罕州下辖的一个区，其行政中心为伊克里亚诺耶。据2015年统计，该区的人口为48084人。